# Burkhard Tesdorpf
Burkhard Tesdorpf, född den 6 oktober 1962 i Bad Oldesloe i Tyskland, är en västtysk ryttare.
Han tog OS-brons i lagtävlingen i fälttävlan i samband med de olympiska ridsporttävlingarna 1984 i Los Angeles.